# Amazon Games
Amazon Game Studios é um estúdio de desenvolvedor de jogos eletrônicos, pertencente à Amazon.com, possui escritórios em San Diego, Seattle, e Condado de Orange.A Amazon anunciou que criaria jogos eletrônicos em 2014. A Amazon recrutou Kim Swift (desenvolvedora do jogo Portal) e desenvolvedores que trabalharam anteriormente em Far Cry 2 e System Shock 2. Os planos da Amazon no mercado de jogos eletrônicos, seria fazer entre os padrões da indústria, com pequenas e grandes equipes, produzir jogos casuais e jogos de alta qualidade, respectivamente. A metodologia de produção seria por, equipes de cinco a trinta pessoas que iriam trabalhar em projetos entre um ano e 18 meses com foco em "criatividade" e "excelência", para qualquer estilo de jogo. O vice-presidente Mike Frazzini queria fazer projetos como Minecraft, The Walking Dead, e The Room. A Amazon também queria que os desenvolvedores trabalhassem com seus hardwares, serviços em nuvem e dispositivos da marca. Por exemplo, os desenvolvedores podem descarregar o processamento nos serviços em nuvem da Amazon e a Amazon Fire TV expandiu a memória como resultado do feedback dos desenvolvedores. Alguns dos colaboradores da companhia deixaram a empresa dentro de um ano, após a fundação da mesma. O Amazon Game Studios passou a publicar uma série de títulos móveis, incluindo o jogo de terror Lost Within.
Dois anos depois do anúncio inicial do estúdio, na TwitchCon de setembro de 2016, foi revelado seus primeiros jogos para PC: Breakaway, Crucible, e New World. Breakaway é um jogo de equipe, estilo briga de rua, em que duas equipes de quatro lutam para levar uma bola à base de seus oponentes. Ele é projetado para integração com o Twitch, serviço de streaming adquirido pela Amazon em 2014. Crucible é um jogo de 12 jogadores, baseado em classe, onde os jogadores formam alianças para se tornar o último vencedor, um jogador adicional comandará o jogo, permitindo que os espectadores interajam com os elementos e desencadeiem eventos no jogo. New World é um jogo MMO em mundo aberto com um tema sobrenatural na América colonial. Os jogadores podem formar assentamentos, lutar uns contra os outros, ou lutar contra monstros do mundo. Os três jogos não têm data de lançamento definida.

## Jogos
| Ano       | Título                      | Desenvolvedora                                                | Plataforma                                  |
| --------- | --------------------------- | ------------------------------------------------------------- | ------------------------------------------- |
| 2010      | Airport Mania: First Flight | Reflexive Entertainment South Wind Games                      | Amazon Appstore                             |
| 2011      | Airport Mania 2: Wild Trips | Reflexive Entertainment South Wind Games                      | Amazon Appstore                             |
| 2012      | Air Patriots                | Reflexive Entertainment                                       | Amazon Appstore                             |
| 2012      | Simplz: Zoo                 | Reflexive Entertainment                                       | Amazon Appstore                             |
| 2012      | Lucky's Escape              | Reflexive Entertainment                                       | Amazon Appstore                             |
| 2012      | Living Classics             | Amazon Game Studios                                           | Facebook                                    |
| 2014      | To-Fu Fury                  | Amazon Game Studios                                           | Amazon Appstore, iOS App Store              |
| 2014      | Tales From Deep Space       | Amazon Game Studios                                           | Amazon Appstore                             |
| 2014      | Sev Zero                    | Amazon Game Studios                                           | Amazon Appstore, Google Play, iOS App Store |
| 2015      | Lost Within                 | Amazon Game Studios                                           | Amazon Appstore, iOS App Store              |
| 2015      | Til Morning's Light         | Amazon Game Studios WayForward                                | Amazon Appstore                             |
| 2018      | Dragon's Lair               | Amazon Game Studios Seattle                                   | Twitch Extension                            |
| 2019      | The Grand Tour Game         | Amazon Game Studios Seattle                                   | PlayStation 4, Xbox One                     |
| 2021      | New World                   | Amazon Games Orange County, Relentless Studios, Cloud 9 Games | Windows                                     |
| 2024      | Blue Protocol               | Bandai Namco Studios, Bandai Namco Online                     | Windows, PlayStation 5, Xbox Series X/S     |
| Cancelado |                             |                                                               |                                             |
| Cancelado | Nova                        | Amazon Game Studios                                           |                                             |
| Cancelado | Intensity                   | Amazon Game Studios                                           |                                             |
| Cancelado | Breakaway                   | Amazon Game Studios Orange County, Cloud 9 Games              |                                             |
| Cancelado | Crucible                    | Relentless Studios, Cloud 9 Games                             | Windows                                     |
| Cancelado | Lord of the Rings MMO       | Cloud 9 Games                                                 |                                             |